# 72 Leonis
72 Leonis (72 Leonis) é uma estrela da constelação de Leão, com magnitude aparente de 4.58.